# Limo (bromfietsenmerk)
Limo is een historisch merk van bromfietsen.
Limo was een Nederlands bedrijf, eigendom van de heer van der Putten uit Tiel, waar in 1952 en 1953 een zeer beperkte serie bromfietsen gemaakt werd. De merknaam zou een afkorting zijn van Lieve moeder. Naar verluidt kocht van der Putten aanvankelijk zowel frames als blokjes bij Rex in München, terwijl de tanks en kettingkasten uit Meppel (waarschijnlijk van Primarius) kwamen. Er werd in 1953 nog een prototype met Gasqui-blokje gemaakt.